# Vlag van kraj Perm
De vlag van kraj Perm is in gebruik sinds 20 september 2007. De vlag heeft een wit kruis in het midden, dat het veld in vier rechthoekige panelen verdeelt, rood aan de bovenkant en onderkant, blauw aan de bovenkant en onderkant. Het kruis is het traditionele symbool van Sint-Joris, de beschermheilige van Rusland. Het is 1/4 van de breedte en 1/6 van de lengte van de vlag. In het midden van het kruis staan het wapen van kraj Perm, met daarop een beer met het boek van de Evangeliën op zijn rug. De beer is hier in het wit afgebeeld, maar in officiële wapenbeschrijvingen is hij in het zilver afgebeeld. Het is bedoeld als een Europese beer, niet als een ijsbeer. De beer herinnert aan een oude berencultus die ooit in de regio bestond. De overwinning van het christendom op de heidense religie wordt voorgesteld door de evangeliën op de rug van de beer te plaatsen. Boven het schild zit een prinselijke kroon. Wit, blauw en rood weerspiegelen de kleuren van de nationale vlag en zijn traditionele kleuren van de regio. Wit symboliseert zuiverheid en goedheid en staat op de vlag voor vrede en de zuiverheid van de gedachten van de mensen. Blauw symboliseert schoonheid, zachtheid en de warmte van menselijke relaties. Het vertegenwoordigt ook het open water van de Kama en de vele meren en rivieren in de regio. Rood staat symbool voor dapperheid, moed en de onverschrokkenheid van de inwoners.
De vlag werd oorspronkelijk op 17 april 2003 aangenomen als de vlag van oblast Perm. In 1 december 2005 fuseerde de Permjakië met oblast Perm tot kraj Perm. De vlag van de oblast bleef in gebruik en op 20 september 2007 werd die vlag formeel behouden als vlag van kraj Perm.